# 크레타 정교회

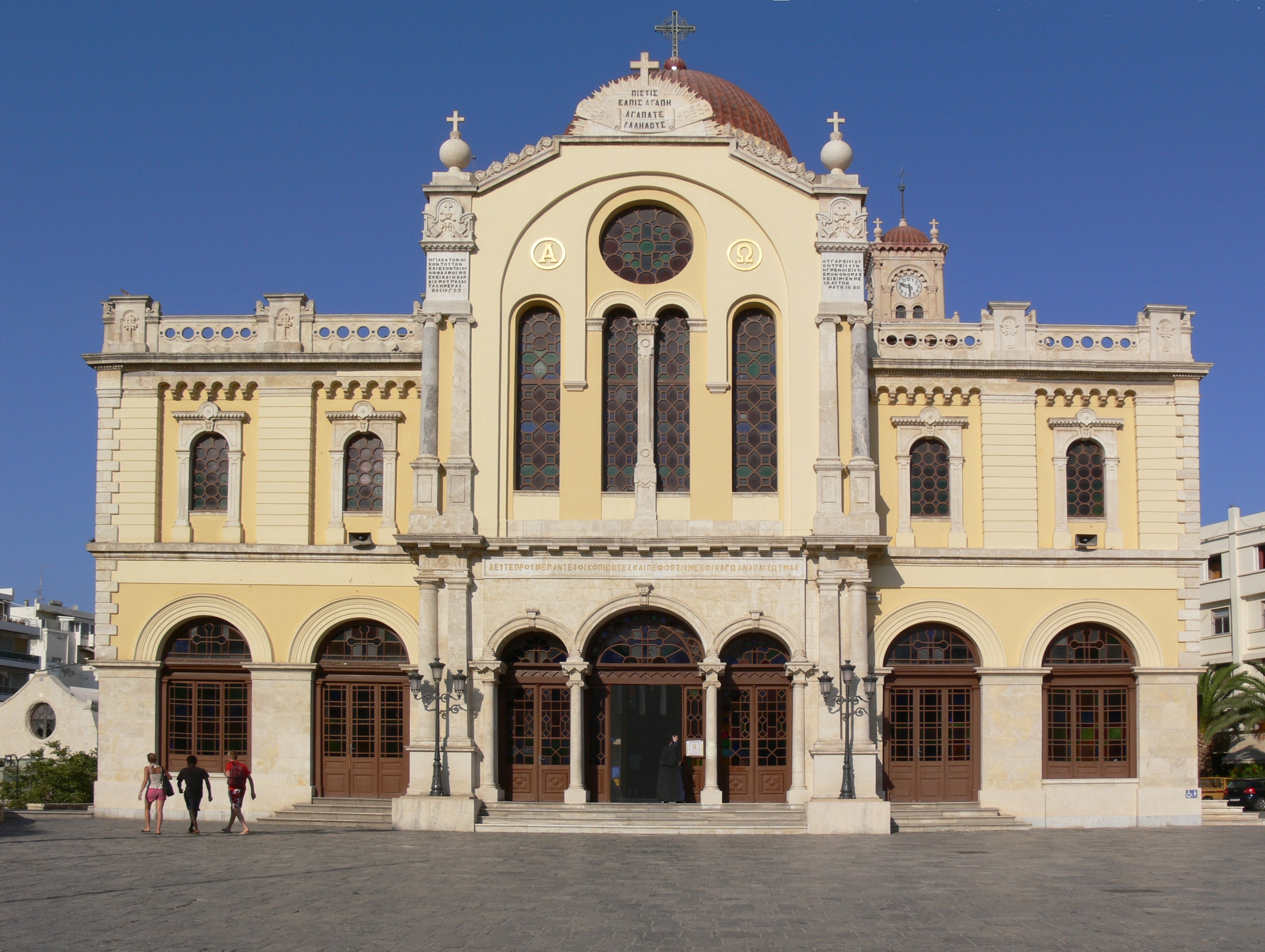
크레타의 주교좌 성당인 아기오스 미나스 대성당

크레타 정교회(그리스어: Εκκλησία της Κρήτης)는 그리스 크레타 섬으로 구성된 동방 정교회이다. 콘스탄티노폴리스 총대주교청에 의해 반자치 교회(半自治敎會) 지위를 부여받았다. 현재 크레타 관구 대주교는 2006년 8월 30일 착좌한 이리나이오스 아테나시아디스이다.

## 개요
크레타 정교회는 오스만 제국 말기부터 반자치 교회였다. 크레타가 그리스에 편입된지 50여년 만에 크레타 정교회의 권리를 명시한 헌장이 1961년 그리스 정부가 제정한 법률에 따라 공인되었다. 1962년 콘스탄티노폴리스 총대주교청은 크레타 교구를 수도 대교구로 승격시켰으며, 1967년에는 관구 대교구로 한 단계 더 승격시켰다. 크레타의 수석 주교인 관구 대주교의 경우, 콘스탄티노폴리스 세계총대주교청에서 그리스 국가 교육·종교부에 선발한 세 명의 주교 가운데 한 명을 골라 지명하고 있다. 그렇지만 다른 주교들을 임명하는 문제는 크레타 시노드에서 자치적으로 처리하고 있다.
크레타 정교회는 다음과 같이 구성되어 있다.
- 크레타 관구 대교구 (주교좌: 이라클리오)
- 고르틴-아르카디아 수도 대교구 (주교좌: 모이레스)
- 레팀노-밀로포타모스 수도 대교구 (주교좌: 레팀노)
- 키도니아-아포코로나스 수도 대교구 (주교좌: 하니아)
- 람피-시브리토스-스파키아 수도 대교구 (주교좌: 스필리)
- 이에라페트라-시티아 수도 대교구 (주교좌: 이에라페트라)
- 페트라-헤르소니소스 수도 대교구 (주교좌: 네아폴리)
- 키사모스-셀리노 수도 대교구(주교좌: 키사모스)
- 아르칼로코리-카스텔리-비안노스 수도 대교구 (주교좌: 아르칼로코리)